# Teiușu (okręg Vâlcea)
Teiușu – wieś w Rumunii, w okręgu Vâlcea, w gminie Bunești. W 2011 roku liczyła 377 mieszkańców.